# Bahnhof Warszawa Gdańska

Warszawa Gdańska (etwa: Warschau Danziger) ist ein Bahnhof in Warschau. Die Station wird heute für den regionalen Schienenverkehr genutzt. Eigentümer ist die Polnische Staatsbahn PKP. Der Name des Bahnhofs wurde mehrfach geändert: In der Anfangszeit wurde er als Dworzec Nadwiślańskie (Weichsel-Bahnhof) und später nach der Endstation der Weichselbahn in Kowel in der Westukraine als Dworzec Kowelski (Kowelski-Bahnhof) bezeichnet. Seinen heutigen Namen erhielt er nach Ende des Ersten Weltkriegs – zu der Zeit verkehrten hier die Züge von und nach Danzig. Nach dieser Streckenverbindung wurde auch die nahegelegene Weichselbrücke Most Gdański bezeichnet. Der Bahnhof liegt an der Grenze der Warschauer Stadtbezirke Śródmieście und Żoliborz.

## Geschichte

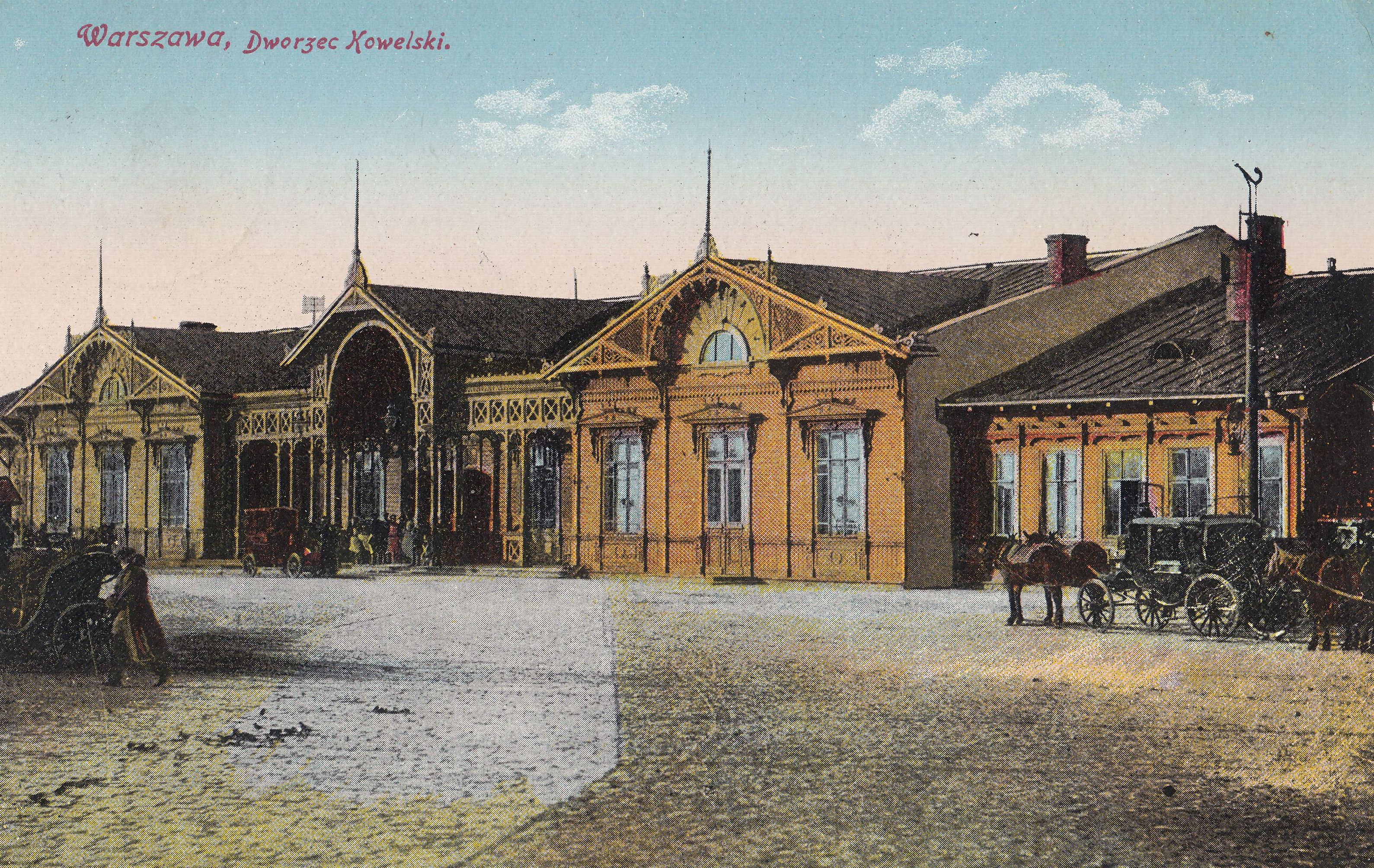
Postkarte „Dworzec Kowelski“, Bahnhofsvorplatz, vor 1918

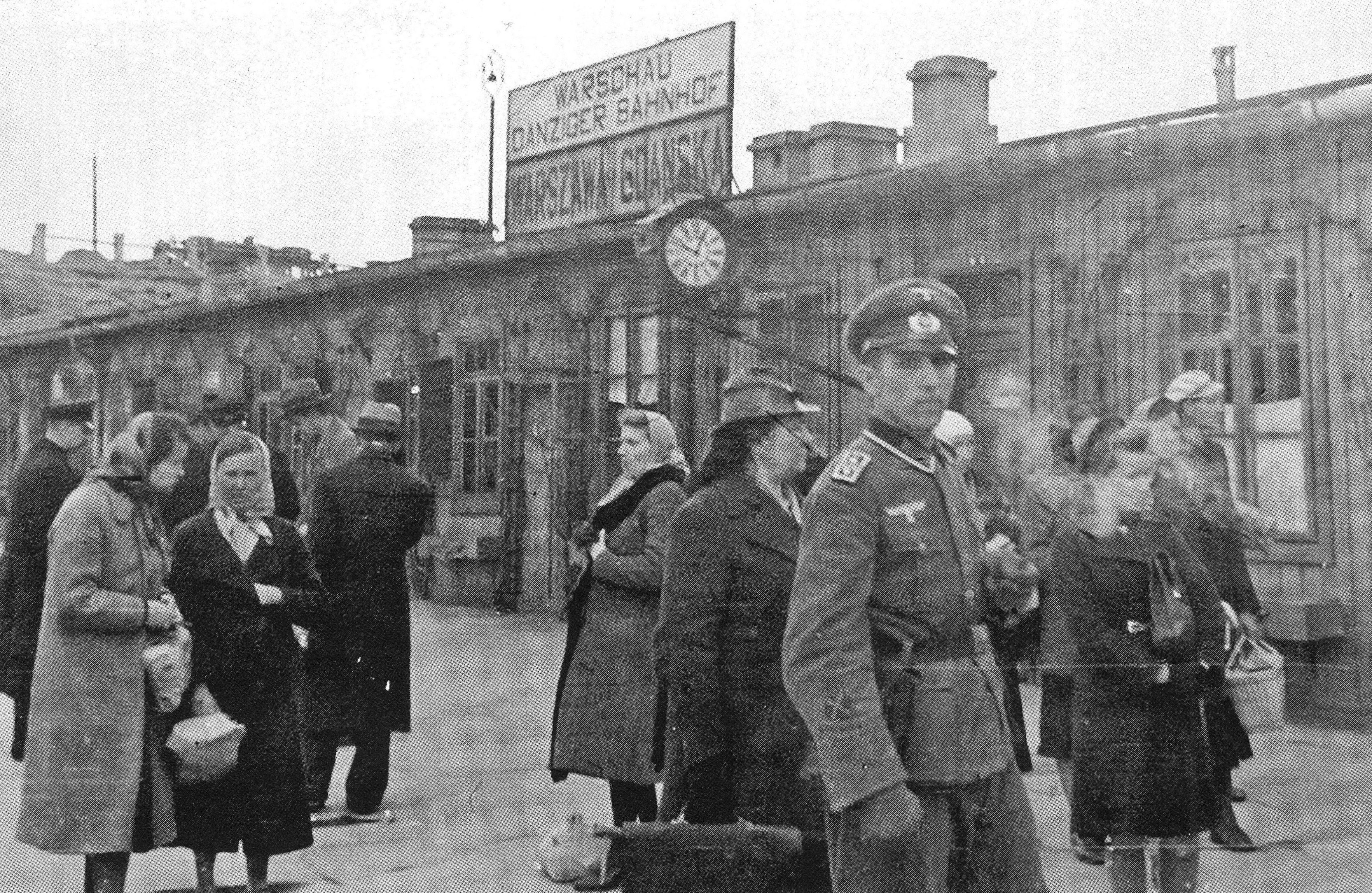
Der Warschau Danziger Bahnhof zur Zeit der deutschen Besatzungszeit während des Zweiten Weltkriegs, etwa 1940

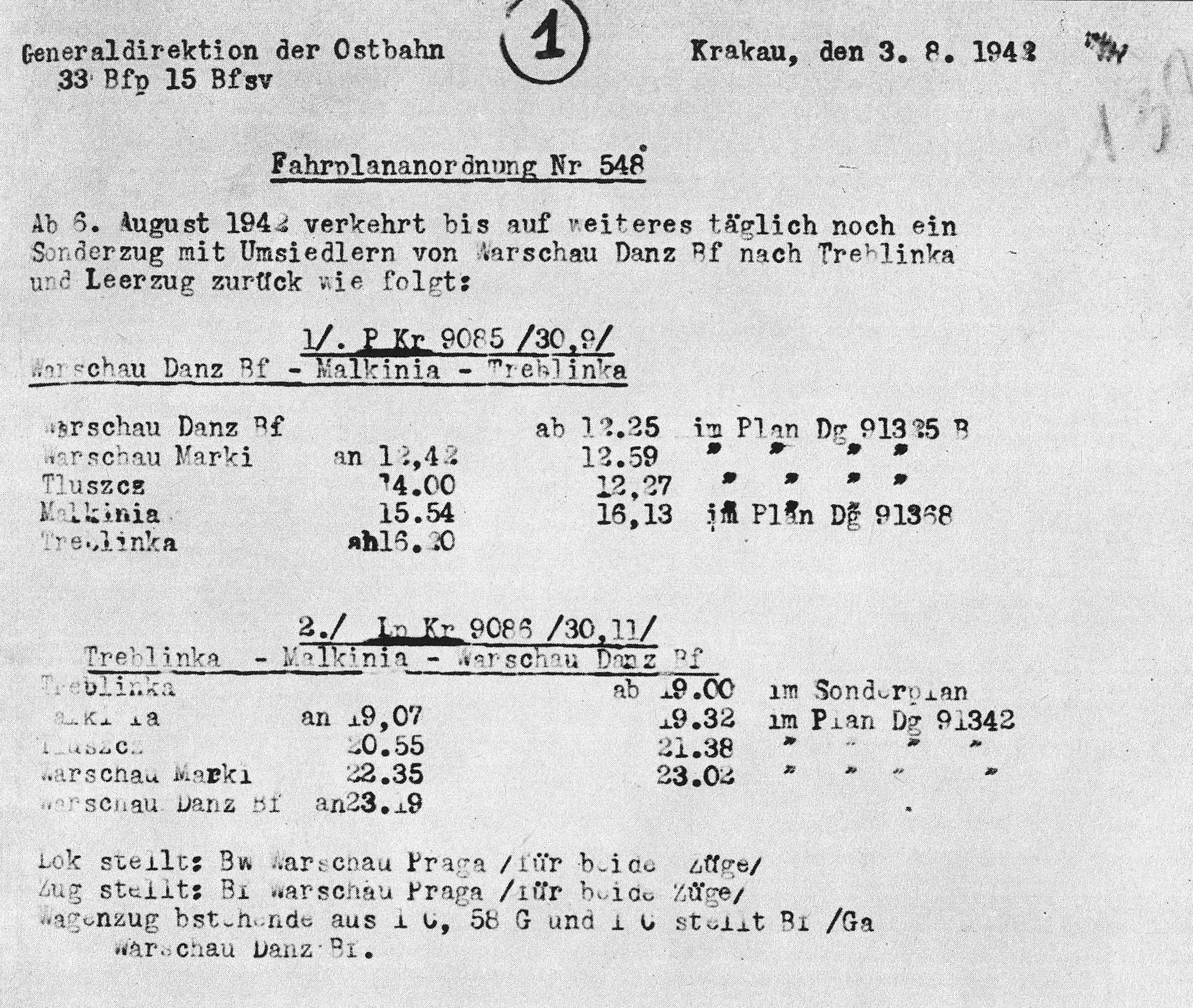
Fahrplanordnung Nr. 548 der Generaldirektion der Ostbahn vom 3. August 1942 über die als „Umsiedler-Sonderzug“ bezeichneten Transporte vom Warschau Danziger Bahnhof nach Treblinka

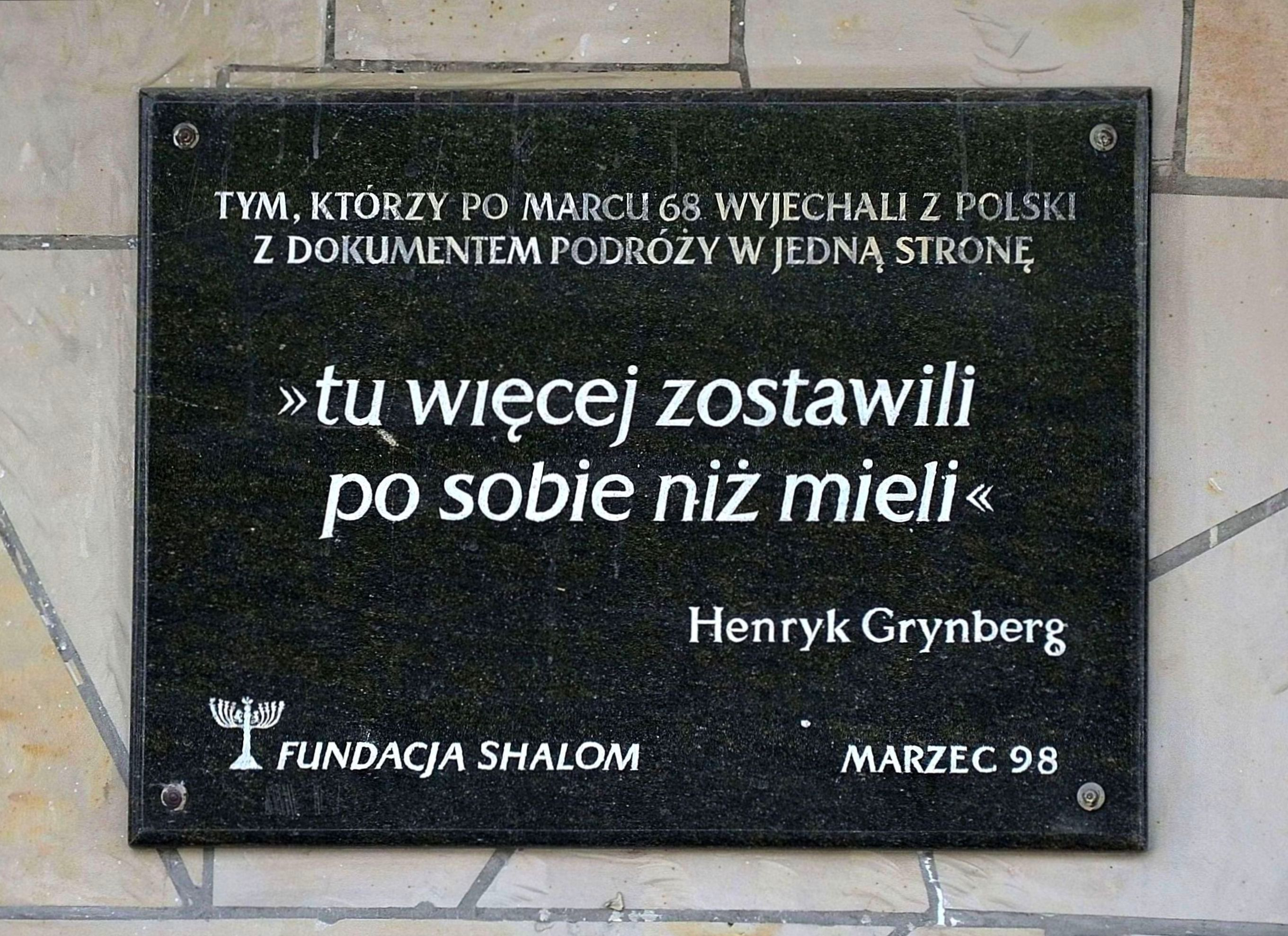
Gedenktafel am Bahnhof zur Ausreise jüdischer Polen 1968

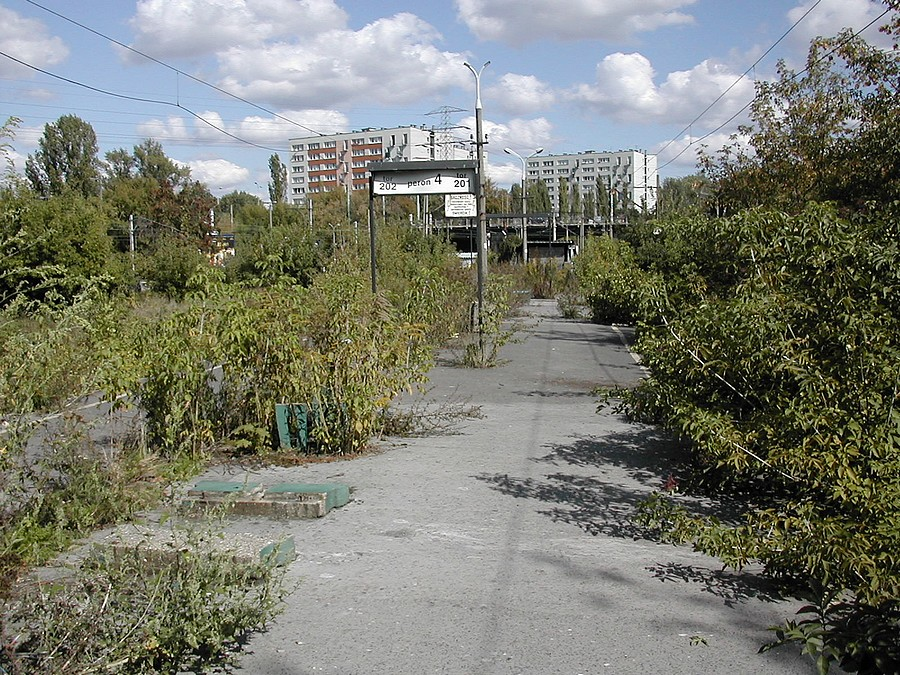
Ungenutzter Bahnsteig (Nr. 4) im Jahr 2003

Ein erster Bahnhof wurde an der Stelle in den Jahren 1878 bis 1880 im Anschluss an den Bau der rund 520 Kilometer langen Weichselbahn (poln.: Kolej Nadwiślańska) errichtet und als Główny Dworzec Kolei Nadwiślańskiej (Weichselbahn-Hauptbahnhof) oder Dworzec Nadwiślański (Weichselbahnhof) bezeichnet. Damit löste er den bis dahin einzigen Warschauer Bahnhof dieser Linie, den Praga Nadwiślańska, als wichtigste Station ab. Das Bahnhofsgebäude bestand aus einer Reihe eingeschossiger Holzhäuser mit flachen Fassadengiebeln im repräsentativ-dekorativen Stil damaliger Bahnhofsbauten des russischen Kaiserreichs. Da sich der Standort innerhalb des ersten Festungsgürtels der Warschauer Zitadelle befand, war die Errichtung eines Backsteingebäudes nicht gestattet.

### 20. Jahrhundert
Zu Beginn des 20. Jahrhunderts wurde der Name in Warszawa Kovelska (Warschau-Kowel) bzw. Dworzec Kowelski (Kowelski-Bahnhof) geändert. Das Bahnhofsgebäude wurde 1915 beim Abzug der russischen Truppen aus Warschau niedergebrannt. In Folge wurden provisorisch drei Holzbaracken gebaut. Während der deutschen Besatzungszeit im Ersten Weltkrieg wurde der deutsche Name Warschau Kowjeler Bahnhof verwendet. Später hieß der Bahnhof Dworzec Gdański (Danziger Bahnhof). Wegen der Errichtung einer Straßenüberführung über die Gleise (heute: ul Adama Mickiewicza) musste einer der Pavillons abgerissen werden. In den Jahren 1932 bis 1939 wurde der heute nicht mehr existierende Hauptbahnhof Warschaus (Dworzec Główny) gebaut, der auch einige Funktionen des Dworzec Gdański übernahm. Die Bedeutung des Bahnhofs im Norden der Stadt nahm entsprechend ab; trotzdem diente er bis in die 1960er Jahre als Bahnhof für den Fernzugverkehr zwischen der Sowjetunion und dem Westen – bis zu dieser Zeit hielten hier Züge nach Moskau, Leningrad, Berlin, Paris, Ostende, Prag und Wien.
Neben dem Passagierbahnhof wurde bis zum Ende des Zweiten Weltkriegs auch ein Güterbahnhof betrieben, der das im Stadtteil Wola gelegene Industriegebiet  versorgte. Das Zubringergleis zu diesem, heute nicht mehr existierenden Güterbahnhof zweigte etwa 700 Meter westlich des Passagierbahnhofs von der Hauptstrecke ab, der Güterbahnhof selbst lag etwa 800 Meter südwestlich des Passagierbahnhofs. Im Rahmen der Liquidation des Warschauer Ghettos 1942 und 1943 wurden vom sogenannten Umschlagplatz dieses Güterbahnhofs die Ghettobewohner in das Vernichtungslager in Treblinka sowie in ein Arbeitslager im Bezirk Lublin transportiert. Nach 1945 wurde der Güterbahnhof geschlossen. An seiner Stelle wurde von 1974 bis 1978 eine Wohnsiedlung errichtet.

### Nach dem Zweiten Weltkrieg
Die Holzgebäude des Personenbahnhofs wurden gegen Kriegsende von den Deutschen niedergebrannt. Nach dem Krieg wurde für den Bahnhofsbetrieb erneut eine provisorische Holzbaracke errichtet. Im Juli 1946 wurde die zerstörte Straßenüberführung neben dem Bahnhof, die die Warschauer Innenstadt mit dem Stadtteil Żoliborz verbindet, wieder aufgebaut. Eine Zeitlang war der Bahnhof der wichtigste der Stadt. In den Jahren 1958 und 1959 wurde ein modernes Bahnhofsgebäude nach Plänen von Stanisław Kaller gebaut und am 12. September 1959 in Betrieb genommen. Es war das erste dauerhaft errichtete Bahnhofsgebäude der Stadt nach dem Krieg. Die Nutzfläche des Gebäudes, in dem sich neben Schaltern und Warteräumen ein Restaurant, eine Poststelle mit Telefonkabinen, ein Ruch- und drei Lebensmittelkioske, ein Friseur und Toiletten befanden, betrug rund 900 Quadratmeter.
Nach den März-Unruhen 1968 verließen viele Polen jüdischer Herkunft das Land – großteils über den Dworzec Gdański. 30 Jahre später (März 1998) wurde an der Ostwand des Bahnhofsgebäudes eine Gedenktafel mit den Worten von Henryk Grynberg montiert: „Sie ließen mehr zurück als sie hatten“. Wojciech Młynarski besang 1968 den Abfahrtsbahnsteig in dem Zusammenhang mit dem Lied „Tak jak malował pan Chagall“.
Ab 1972 war der Bahnhof Endpunkt für Vorortzüge auf den elektrifizierten Strecken über Legionowo nach Nasielsk bzw. Tłuszcz. In dieser Zeit hielten durchschnittlich täglich 52 Personenzüge am Bahnhof. Mit dem Bau des Warschauer Zentralbahnhofs (Warszawa Centralna) verlor Dworzec Gdański erneut an Bedeutung. Im Mai 1973  kam es anlässlich eines außerplanmäßigen technischen Haltes des Zuges, in dem David Bowie auf seiner Fahrt von Moskau nach Paris saß, zu einem Spaziergang Bowies von Warszawa Gdańska nach Żoliborz. Inspiriert auch von diesem Aufenthalt entstand das Lied „Warszawa“, der 1977 auf dem Album „Low“ veröffentlicht wurde. Auf einer sechsstöckigen Hausfassade der ul. Marii-Kazimiery 1 in der Warschauer Innenstadt schuf Dawid Celek – ebenfalls auf den Bowie-Aufenthalt bezugnehmend – im Jahr 2016 ein Gemälde des Sängers im Ziggy-Stardust-Look.
1984 kam es zu einem Brand im Bahnhofsgebäude, beim späteren Wiederaufbau wurde eine zusätzliche Etage aufgesetzt. 1987 kam es erneut zu einem Brandausbruch. Ab Ende der 1980er Jahre verkamen Gebäude und Außenanlagen.
Am 1. und 5. Oktober 1989 reisten – ähnlich wie bei den bekannteren, zeitgleichen Flüchtlingsfahrten aus Prag – rund 2000 Bürger der DDR, die sich in Warschau aufgehalten hatten, vom Warszawa Gdańska nach Westen aus.

### 2000er Jahre
Erst die Gründung des Regionalbahnbetreibers Koleje Mazowieckie Mitte der 2000er Jahre führte zu einer erneuten Belebung des Bahnhofs als eines der Warschauer Drehkreuze für regionalen Schienenverkehr. Im Jahr 2011 wurden umfangreiche Modernisierungsarbeiten am Bahnhof abgeschlossen. Neben der Gebäude- und Bahnsteigsanierung (Abriss von vier und Neubau von zwei Bahnsteigen) wurde ein Fußgängertunnel zwischen Bahnhof und naheliegender U-Bahnstation geschaffen. 2016 wurde eine zusätzliche Modernisierung durchgeführt. Weitere Sanierungs- und Ausbaumaßnahmen sind in Verbindung mit einer städtebaulichen Entwicklung des ungenutzten Bahngeländes geplant.

## Bahnbetrieb

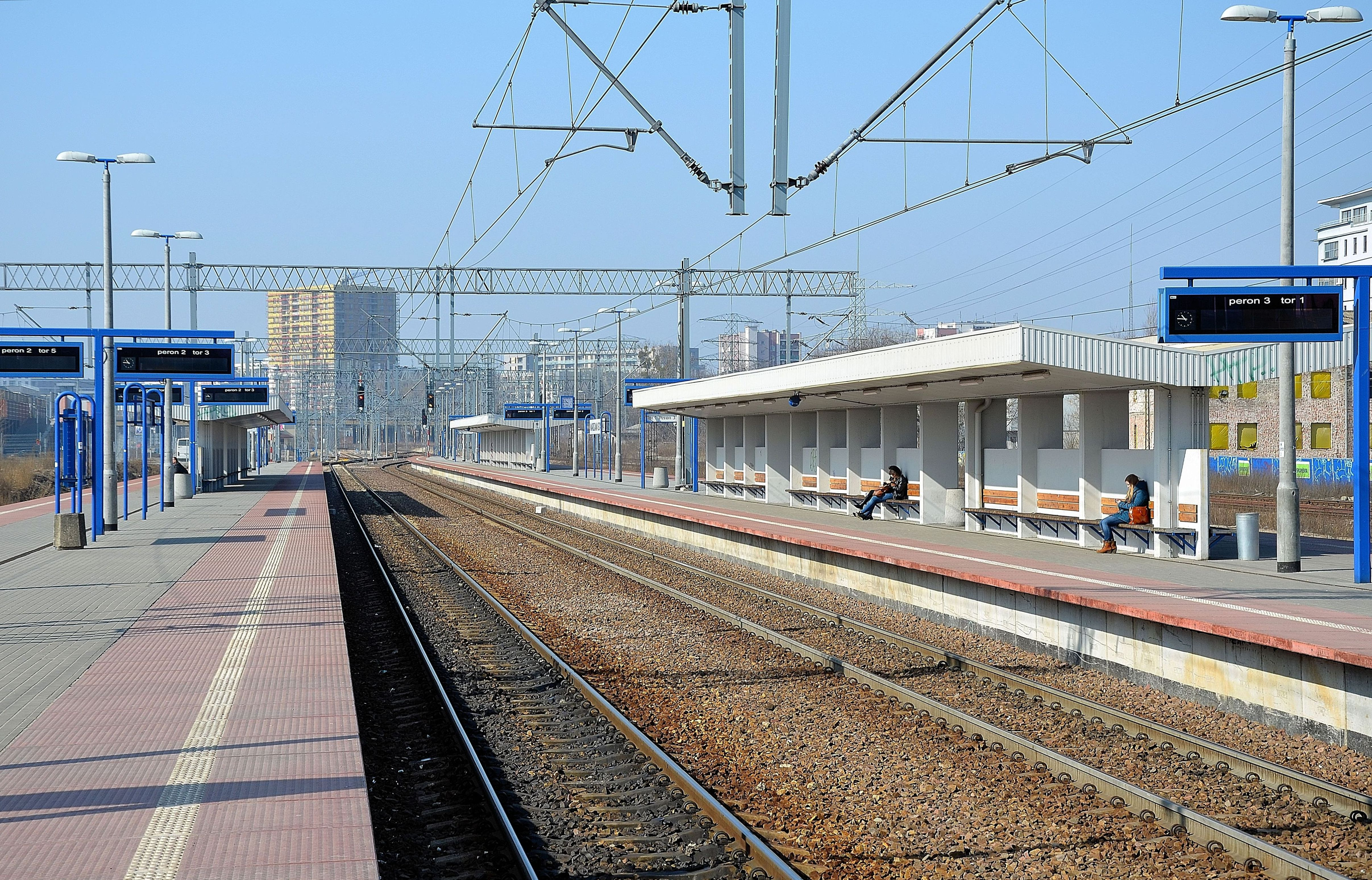
Die neu gebauten Bahnsteige im Jahr 2012

Der Bahnhof dient heute als wichtige Haltestelle für den lokalen und regionalen Schienenverkehr. Der regionale Eisenbahndienstleister Koleje Mazowieckie nutzt Warszawa Gdańska für die Führung der Linie R90 und RE90 Richtung Działdowo. Die Warschauer S-Bahn (Szybka Kolej Miejska) führt die S9 auf der Strecke vom Bahnhof Warszawa Zachodnia nach Legionowo und Wieliszew über Warszawa Gdańska.
Ostwärts führt die Bahnstrecke über die rund 1000 Meter entfernte Weichselbrücke an der Zitadelle. Die unterirdisch unter dem Bahnhof liegende U-Bahnstation Dworzeć Gdański bindet den Bahnhof seit 2011 an die Warschauer Metrolinie M1 an.
Im Jahr 2018 benutzten täglich rund 5300 Passagiere den Bahnhof.